# Landstrasse
Landstraße est le troisième arrondissement de Vienne. Il fut créé en 1850 lors de l'incorporation de diverses banlieues à la ville de Vienne. Il est limité au nord-ouest par le Ring qui le sépare du premier arrondissement (la vieille ville), à l'ouest par les 4e et 12e arrondissements, au sud par le 11e et à l'est par le Canal du Danube qui le sépare du 2e arrondissement. Il fait partie des arrondissements du centre-ville. Parmi ceux-ci, il est le seul dont la frontière extérieure n'est pas matérialisée par la Gürtel. Dans cet arrondissement, on trouve notamment le palais du Belvédère et la Hundertwasserhaus.

## Géographie

### Situation
L'arrondissement de Landstraße est situé au sud du centre-ville de Vienne. Avec une surface de 7,42 km2, il occupe 1,8 % de la surface de Vienne. Il se situe ainsi dans la moyenne des arrondissements de Vienne. En comparaison avec les autres arrondissements du centre, Landstraße dispose de beaucoup de bureaux et d'espaces verts. Les bords du canal du Danube, qui forme la frontière est de l'arrondissement, et ceux du fleuve Wien, la frontière nord-ouest, sont aménagés. Au sud de l'arrondissement se trouve le grand parc de Laaer Berg.

### Utilisation de l'espace
La surface construite de Landstraße représente 57,96 % de la surface totale de l'arrondissement (Vienne : 33,32 %). Ce chiffre ne place l'arrondissement qu'en 7e position à Vienne. La part des habitations ne représente que 46,54 %, ce qui est très peu pour Vienne. 25,85 % sont occupés par des bureaux et 22,33 % par des institutions religieuses, culturelles, sportives ou autres services publics.
Les espaces verts ne forment que 13,18 % de la surface de l'arrondissement, ce qui le place en dessous de la moyenne de la ville. 73,82 % de ces espaces sont occupés par des parcs, 11,67 par des espaces sportifs ou de loisirs, le reste par des jardins privés, des prés ou plus rarement des espaces agricoles. Seul 0,12 % de l'arrondissement est occupé par de l'eau, car le canal du Danube et le fleuve Wien ne forment que la frontière de l'arrondissement.
La part de la surface réservée au transport est de 28,74 %, plaçant Landstraße en 7e position des arrondissements de Vienne.

### Arrondissements voisins
Landstraße appartient aux arrondissements dits centraux. L'est est délimité par le Canal du Danube, qui marque la frontière avec le 2e arrondissement leopoldstadt. La frontière sud est située en terrain construit, dans un quartier de bureaux situé à cheval sur Landstraße et le 11e, Simmering. Au sud-ouest, la frontière avec le 10e, Favoriten suit la rue Arsenalstraße. À l'ouest, la rue Prinz-Eugen-Straße forme la frontière avec le 4e, Wieden. Au nord enfin, le fleuve Wien sépare Landstraße du 1er.

### Quartiers
L'arrondissement a été formé par l'assemblage de trois banlieues : Weißgerber, Erdberg et Landstraße. De plus, la population différencie d'autres quartiers comme Fasan ou Sankt Marx. D'après le cadastre, le 3e arrondissement est formé par la commune de Landstraße ainsi que de petites parties de Simmering au sud.
Weißgerber se situe au nord de l'arrondissement. Il est surtout occupé par des habitations. On y trouve aussi des administrations, comme celle de l'agence autrichienne des statistiques, la direction régionale des finances, un palais de justice etc.
Le quartier de Landstraße se situe au sud-est de Weißgerber. Ce quartier est hétérogène. On y trouve de nombreuses ambassades, des logements et beaucoup d'espaces verts. En plus des parcs (une partie du Stadtpark, le jardin botanique de l'université etc.) se trouvent aussi des châteaux (Palais Schwarzenberg, Belvédère). L'université de musique et d'arts plastiques ainsi que la salle de concerts Wiener Konzerthaus se situent dans ce quartier.
Le reste de l'arrondissement est occupé par le quartier de Erdberg. Outre les habitations, il est marqué par de nombreux bureaux au sud. Le siège de la Poste ou des Wiener Linien (qui gère les transports publics de Vienne) ainsi que les archives nationales y sont installés.

## Histoire

### Avant 1850
Les premières traces d'êtres humains sur les terres de l'arrondissement actuel remontent à l'âge du bronze. Les Celtes s'y installèrent au IXe siècle av. J.-C. et y restèrent jusqu'à l'époque romaine. Une ville civile dépendante du camp militaire Vindobona (aujourd'hui centre historique de Vienne s'y développa. Cette ville fut cependant détruite en 395 lors d'une attaque des marcomans.
L'hôpital Sainte-Elisabeth fut fondée dans la rue principale de l'arrondissement en 1715.
Au XIXe siècle, l'arrondissement était le point de départ des routes menant vers la Hongrie et les Balkans, en témoignent la Ungargasse (rue des Hongrois) et la phrase de Metternich : les Balkans commencent à Rennweg (rue de l'arrondissement).

### Depuis l'intégration à Vienne
L'arrondissement actuel fut formé de plusieurs villages fondés au Moyen Âge ou à l'époque contemporaine. Par un décret du 20 mars 1850, les frontières du nouveau 3e arrondissement furent fixées. Il fut formé des banlieues de Landstraße, Weißgerber et Erdberg.
Depuis, l'arrondissement s'est développé différemment selon les quartiers. Près de la rue Reisnerstraße se sont installées de nombreuses ambassades. Au milieu du XIXe siècle, le quartier Fasan se développa. À Erdberg s'installa un marché aux bestiaux avec étables et abattoir. À partir de 1894, le mur d'enceinte fut détruit. Au début du XXe siècle, la Gürtel, qui passaient déjà dans trize arrondissements, fut prolongée dans Landstraße.
Jusqu'au XXe siècle, cet arrondissement accueillait surtout les populations de classe moyenne. Le développement du commerce et de l'industrie le transforma de plus en plus en un arrondissement d'ouvriers. Pour cette raison, de nombreux HLM furent construits dans l'entre-deux-guerres.
Le dernier chancelier de la Première République d'Autriche, Kurt Schuschnigg habita jusqu'en 1938 au château du Belvédère. Pendant la Seconde Guerre mondiale, la gare d'Aspang, disparu aujourd'hui, fut le départ des trains de déportation. La Platz der Opfer der Deportation (place des victimes de la déportation) est un hommage. Dans le Parc Arenberg furent érigées deux tours de défense contre des attaques aériennes. L'une des deux est aujourd'hui la 'Contemporary Art Tower' du Musée des Arts Appliqués.
Depuis 1945, les frontières de l'arrondissement furent légèrement modifiées cinq fois.
Depuis le début des années 1990, l'arrondissement a accès au réseau du métro grâce à la construction de la ligne 3. Cinq stations se trouvent dans l'arrondissement, dont la station Wien Mitte / Landstraße offrant une correspondance avec plusieurs lignes de S-Bahn, le CAT (train pour l'aéroport), la ligne 4 du métro ainsi que plusieurs lignes de tramway et de bus.

### Évolutions à venir
Les projets se concentrent essentiellement sur deux endroits : Erdberg et la gare de Wien Mitte. Autour de la gare ont déjà été construits de nouveaux bâtiments, pour mettre en valeur le quartier, comme le palais de justice. La gare elle-même doit être détruite. Le projet avait bien avancé depuis le milieu des années 1990, mais dut être interrompu car il ne correspondait pas aux normes de l'UNESCO. La vieille ville, qui empiète sur l'arrondissement, est en effet classé au patrimoine mondial. Un nouveau projet fut élaboré et démarré en 2008. Il doit s'achever en 2011.
Le quartier industriel de Erdberg est aussi touché par des projets de constructions. L'ancien abattoir de Sankt Marx doit être transformé en logements et bureaux (11.000 habitants et 45.000 emplois). Aux limites de cet endroit se trouvent le centre de recherche biologique Campus Vienna Biocenter ainsi que le siège de T-Mobile, sorte de vitrine pour l'évolution futur de ce quartier.

## Population

### Évolution
En 1869, 88 679 habitants résidaient à Landstrasse. Grâce à la construction de nouveaux logements, la population put presque doubler et atteindre les 166 981 âmes en 1910. Après la chute de l'empire d'Autriche-Hongrie en 1918, la population chuta d'environ 12 %, et resta ensuite constante jusque dans les années 1930. À l'aube de la Seconde Guerre mondiale, une nouvelle baisse de la population se fit sentir, conséquence de la déportation de la population juive de l'arrondissement. Après la guerre, la population ne cessa de chuter, particulièrement dans les années 1960 et 1970 pour baisser en 2001 jusqu'à 81 281 habitants. Depuis, la population augmente et a atteint 83 737 personnes en 2009.

### Structure
L'âge de la population de l'arrondissement en 2001 était à peine différent de celui de la moyenne de Vienne. Seul le nombre de moins de 15 ans (13,3 %) était assez fortement en dessous de la moyenne de la ville (14,7 %). La part de la population entre 15 et 59 ans était de 64,4 % (Vienne 63.6); celle des plus de 60 ans de 22.3 (Vienne 21.7).
La répartition des sexes dans l'arrondissement est aussi à l'image de la ville avec 46,9 % d'homme et 53,1 % de femmes. En revanche, la population de l'arrondissement est moins mariée (38,4 %) que la moyenne de la ville (41,2 %)

### Origine et langues
La proportion d'étrangers à Landstraße est de 21,4 % (Vienne 18,7) et augmente par rapport à 2001 (18,5) comme dans toute la ville. En 2005, la nationalité la plus représentée était les Serbes et Monténégrins avec 4,9 % de la population. Suivaient les Turcs (2,2 %), les Allemands (1,9 %), les Polonais (1,5 %) et les Croates et Bosniaques (chacun 1 %). Au total, 26,9 % des habitants de Landstraße de 2001 étaient nés hors d'Autriche. 7,1 % parlaient le serbe, 4,5 % le turc et 2,4 % le croate.

### Religion
La religion des habitants de Landstraße est elle aussi à peine différente de la moyenne viennoise. En 2001, 48,6 % des habitants disent être catholiques (Vienne 49,2 %). L'arrondissement est divisé en 7 paroisses. 7,5 % se reconnaissaient dans l'islam, 7 % dans l'orthodoxie et 5 % dans le protestantisme. 24,8 % de la population affirmaient n'appartenir à aucune religion, et 7,2 % à une autre, ou n'avaient pas donné de réponse lors du recensement.

## Politique
Après l'intégration de l'arrondissement à la ville de Vienne, les maires des trois banlieues restèrent en poste jusqu'en 1862. Cette année-là, Mattäus Mayer occupa les fonctions de maire du nouvel arrondissement. L'installation d'industries dans l'arrondissement provoqua une immigration d'ouvriers et donc une progression des sociaux-démocrates dans la politique locale. Lors des premières élections après la Première Guerre mondiale, ils atteignirent la majorité absolue.
Lors de l'incendie du palais de justice en 1927, des combats entre le Republikanischer Schutzbund (organisation paramilitaire des sociaux-démocrates) et l'armée autrichienne. Les sociaux-démocrates restèrent cependant le parti dominant. En 1932, il obtinrent 16 des 30 sièges du conseil municipal, les chrétiens-sociaux et les nazis obtinrent chacun 7 sièges. Après la guerre civile de 1934, le SPÖ fut interdit en Autriche et le maire d'arrondissement Adolf lahner fut remplacé par Viktore Kainzmayer.
Lors des élections municipales de 1945, le SPÖ obtint 57 % des voix, devant les conservateurs de l'ÖVP avec 35 % et les communistes du KPÖ avec 8 %.
À la fin des années 1980, l'extrême-droite commença à s'affirmer dans l'arrondissement. Le FPÖ réussit à obtenir 25 % des voix en 1996 et exigea le fauteuil de maire d'arrondissement. Le SPÖ était tombé à 36 %. La tendance s'inversa cependant en 2001, lorsque le SPÖ obtint 41,4 % et que le FPÖ retomba à 18,4 %, dépassé par l'ÖVP à 18,7 %. Les Verts augmentèrent sensiblement leur score et obtinrent 17,1 % des voix. Les libéraux du LIF atteignirent 3,4 %. En 2005, le SPÖ progressa à 42,7 %, l'ÖVP à 21,7 %, les Verts à 20,5 %. Le FPÖ continua sa chute à 11,6 % et le KPÖ refit son entrer au conseil municipal grâce à 1,9 % des voix. Enfin, en 2010, le SPÖ s'affirma à nouveau comme la principale force de l'arrondissement avec 40,6 % des voix. Le FPÖ augmenta sensiblement son score avec 18 % tandis que l'ÖVP recula à 17 %, mauvais score historique. Le KPÖ garda son siège grâce à 2 % des voix. Les populistes du BZÖ ne purent entrer au conseil municipal malgré leur 1,1 %.

## Armoiries
Les armoiries de l'arrondissement assemblent celles des communes dont il fut formé en 1850. La partie en haut à gauche symbolise Landstraße. On y voit Saint-Nicolas en habit de cardinal. Il était en effet le patron du couvent pour sœurs de Saint-Niklas. Dans sa main droite, Saint-Nicolas tient trois boules sur un livre. Ces boules auraient été offertes par Nicolas au IVe siècle à la fille d'un noble appauvri.
La partie en haut à droit symbolise Erdberg. Les deux fleurs de fraisier et la fraise rouge représentent une fausse étymologie du nom de Erdberg (fraise = Erdbeer en allemand). Le nom vient en fait de 'Ertpurch' qui désignait un mur d'enceinte.
Le bas du blason représente le quartier de Weißgerber. Les deux boucs argentés en position de combat étaient déjà présents sur plusieurs blasons de corporations de tanneurs. Ils avaient du déménager hors de la ville à cause des odeurs.

## Culture et tourisme

### Monuments

#### Églises
L'église Saint-Roch fut construite en 1687 après que l'ancienne église construite seulement quelques décennies auparavant a été détruite au cours du deuxième siège de Vienne par les Turcs en 1683. Le cimetière Saint-Nicolas qui se trouvait devant l'église fut abandonné en 1784 et les restes furent transférés au cimetière Sankt Marx. À l'emplacement de l'ancien cimetière se situe aujourd'hui le marché Saint-Roch.
En 1768 fut construite l'église appelée "église de l'orphelinat" (officiellement église de la naissance de Marie).
En 1783, elle devint église paroissiale. L'église Saint-Othmar inaugurée en 1873 est la plus haute église de l'arrondissement grâce à son clocher de 80 m. Elle est la cinquième plus haute église de Vienne. Elle fut construite dans le style néogothique d'après les plans de Friedrich von Schmidt.
En 1906 fut érigée l'église du Sacré-Cœur par l'architecte Gustav von Neumann.
La Chapelle Januarius qui se trouve dans la Ungargasse était à l'origine une partie du Palais Harrach.
L'église de la Garde est souvent surnommée "église polonaise" car elle est utilisée par la communauté catholique polonaise de Vienne. Les messes se font la plupart du temps en polonais.
La cathédrale orthodoxe russe fut érigée en 1899 et est le siège de la communauté orthodoxe russe de Vienne.
L'église Saint-Paul fut inauguré en 1970. C'est une église évangélique de la confession d'Augsburg.

#### Parcs et cimetières

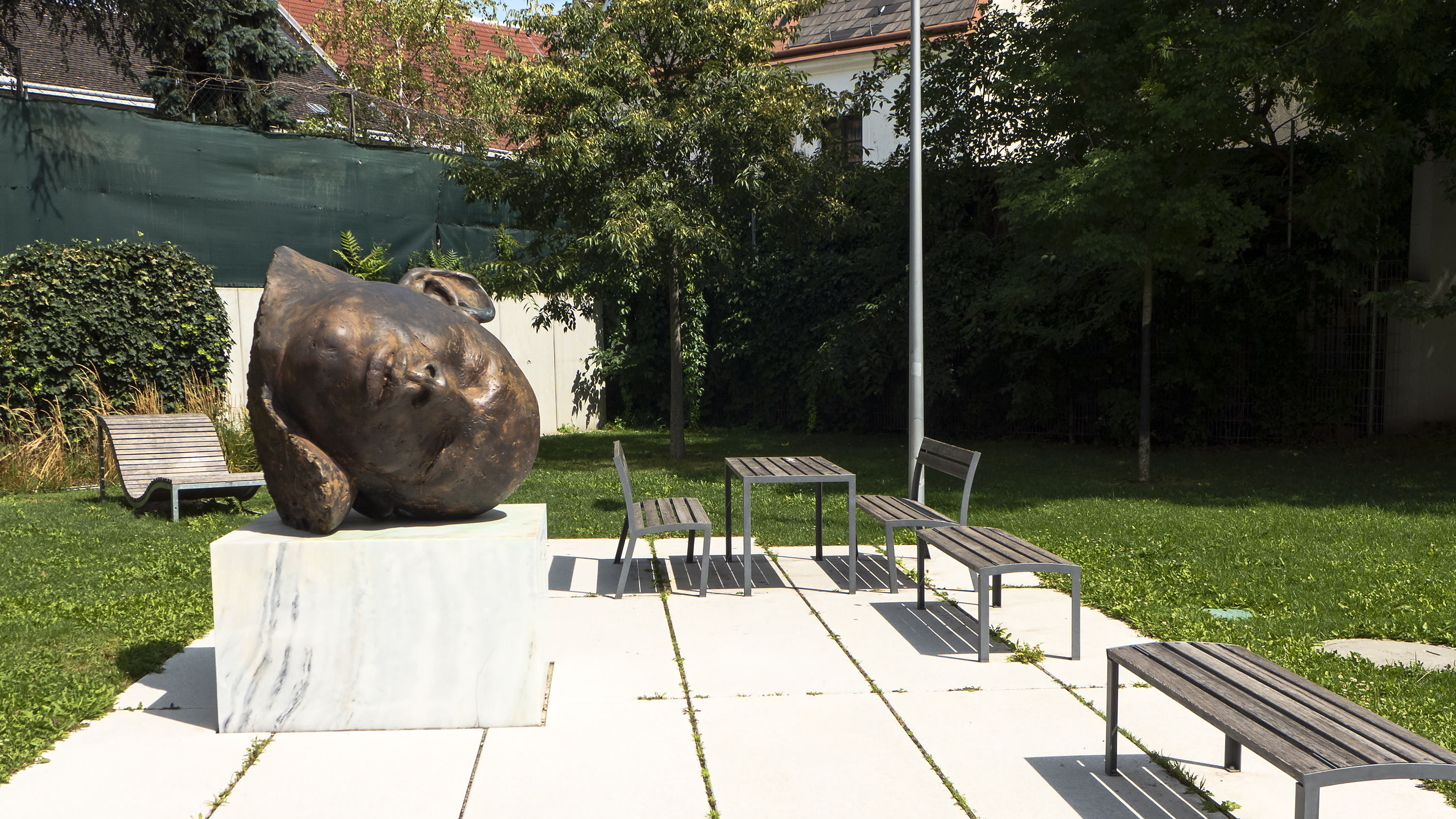
Le petit, inauguré en 2008, rend hommage au musicien Friedrich Gulda (1930-2000).

Étant donné les nombreux palais de l'arrondissement, les parcs sont depuis longtemps présents à Landstrasse. Eugène de Savoie fit construire le Palais du Belvédère entre 1700 et 1721 par Johann Lucas von Hildebrandt, le jardin baroque fut réalisé par Dominique Girard. Près de ce jardin se situe le jardin botanique de l'université de Vienne, qui remonte à 1754 lorsqu'un Hortus medicus (jardin pour plantes médicinales) fut créé par Marie-Thérèse d'Autriche. Toujours dans les environs proches se trouve le parc privé Schwarzenberg de 75,000 m2, lui aussi créé au début du XVIIIe siècle. Il n'est pas ouvert au public, mais réservé aux clients de l'hôtel situé dans le Palais Schwarzenberg.
En 1785 fut créé le parc Arenberg, baptisé en l'honneur d'une de ses propriétaires la princesse Franziska Arenberg. D'une surface de 31 500 m2, c'était à l'origine le jardin du palais du Prince Nikolaus Esterhazy, palais qui n'existe plus. En face du parc Arenberg se trouvent deux autres petits parcs.
Le parc Modena est avec ses 8 000 m2 bien plus petit que les autres parcs princiers. Il ne constitue en fait qu'une partie d'un ancien parc créé vers 1700 et qui s'étendait encore plus à l'est. Au XIXe siècle, il appartenait au duc Franz von Modena.

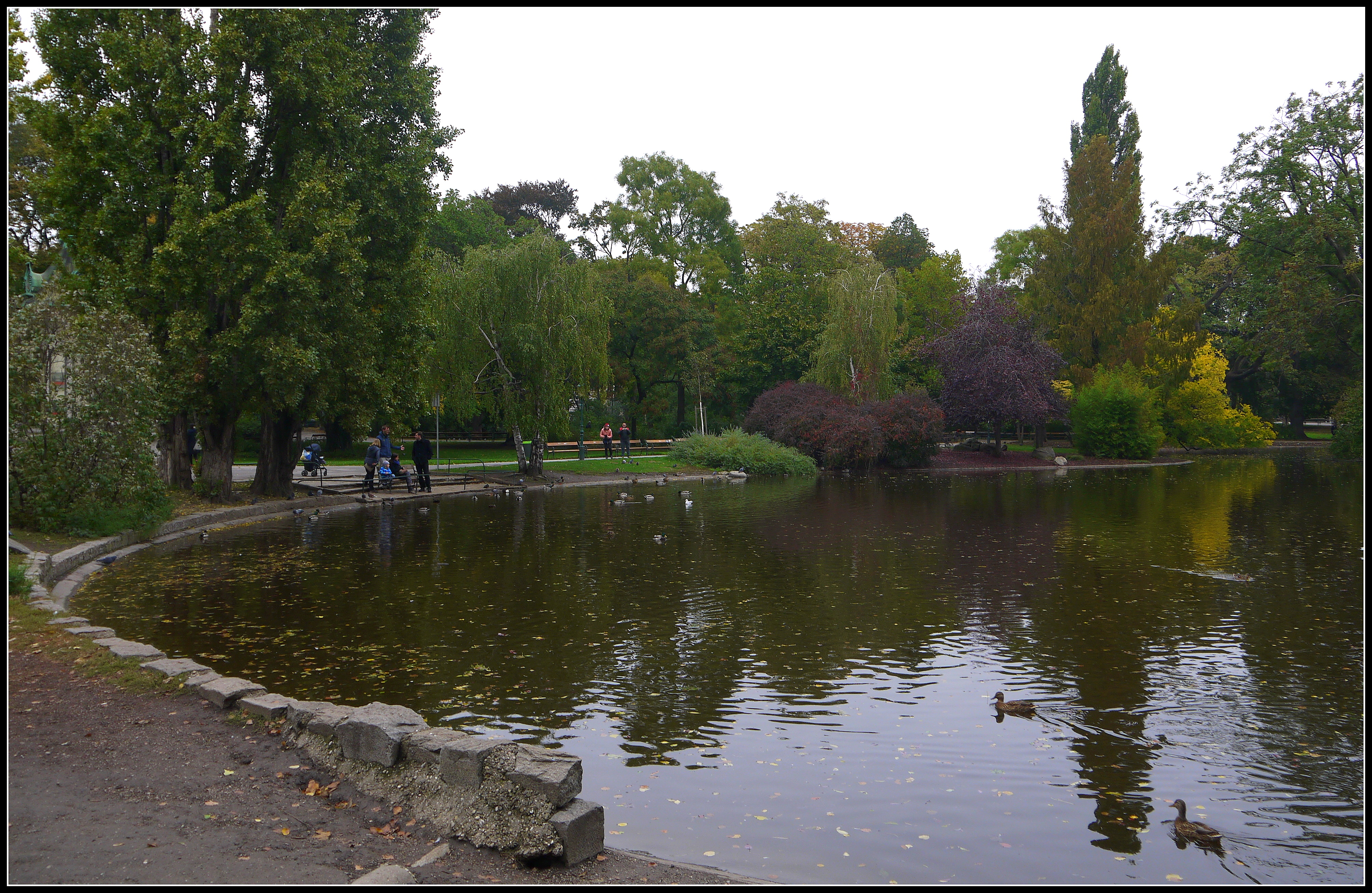
Un aspect du Stadtpark à l'automne.

Plus récent et plus célèbre, le Stadtpark, d'une superficie de 65 000 m2, fut inauguré en 1862. Il était à l'époque le premier parc public de Vienne. En 1907, la direction des jardins municipaux s'y installa, dans un bâtiment art nouveau. Ce parc est à cheval sur les 1er et 3e arrondissements.
Le plus grand parc de l'arrondissement (165 000 m2), le jardin suisse, fut créé à l'emplacement d'un ancien bâtiment des fortifications de la ville. On y trouve plusieurs étangs, un jardin alpin, une roseraie et de nombreux arbres exotiques.
L'arrondissement possède aussi d'autres parcs plus petits comme le parc Kardinal Nagl, 7 500 m2 avec aires de jeux et de sports, le parc Saint-Roch (3 500 m2) ou le parc Grete Jost (1 500 m2). En 1995 fut créé le Parc des victimes de la déportation à l'emplacement de la gare d'Aspang (de), d'où de nombreuses personnes furent déportés vers les camps de concentration.
Sur le territoire de l'arrondissement, il ne reste plus qu'un seul cimetière, le cimetière Sankt Marx, construit sur l'ordre de Joseph II à l'extérieur des fortifications, avec 4 autres cimetières. Ils étaient les principaux cimetières de la ville avant l'inauguration du cimetière central de Vienne. D'anciens cimetières comme celui d'Erdberg furent détruits. Le cimetière Sankt Marx, où se trouve la tombe de Mozart, n'est plus utilisé depuis l'ouverture du cimetière central. Il fait aujourd'hui office de parc.

#### Autres monuments
Le Palais du Belvédère, situé à l'ouest de l'arrondissement, est composé du Haut-Belvédère et du Bas-Belvédère ainsi que d'un grand jardin. C'est au balcon du Belvédère que Leopold Figl annonça le 15 mai 1955 après la signature du Traité d'État autrichien « l'Autriche est libre ! ». Entre le Belvédère et la place Schwarzenberg se trouve le palais Schwarzenberg, qui servait au prince Adam Franz Karl de Schwarzenberg de palais d'été.
Le palais Rasumofsky, dont les jardins s'étendait à l'origine jusqu'au canal du Danube, fut construit en 1806 par Louis Motoyer pour le prince russe Andreï Kirillovitch Raumovski. Tout proche se trouvent les ruines des « salles de Sophie », détruites par un incendie en 2001. Elles servaient auparavant de piscine, mais aussi de salle de concert. Dans les années 1990, elles furent utilisées pour organiser divers événements.
Dans l'entre-deux-guerres furent construits à Vienne de nombreux HLM. Les plus importants du 3e arrondissement sont les cités Hanusch, Wildgans et Raben, dans laquelle se trouve aussi un théâtre.
En 1920, la maison Wittgenstein fut construite par le philosophe Ludwig Wittgenstein en collaboration avec l'architecte Paul Engelmann. Elle servit de résidence à Margarethe Stonborough-Wittgenstein.
La Hundertwasserhaus (officiellement Hundertwasser-Krawinahaus, après une bataille juridique), fut construite dans les années 1980 par Friedensreich Hundertwasser. Elle constitue une des principales attractions touristiques de l'arrondissement.
En 2003 fut achevée la construction de la City Tower Vienna, haute de 87 mètres, dans laquelle se trouve le centre judiciaire Wien-Mitte. L'année suivante fut construit le T-Center dans le quartier de Sankt Marx, autre exemple d'architecture contemporaine dans l'arrondissement. Construit par Günther Domenig, il est le siège de T-Mobile Austria et de quelques filiales. Sur le terrain de l'ancien abattoir de Sankt Marx se construit un nouveau quartier depuis la fin des années 2000. Des immeubles d'habitations et de bureaux sont prévus. Seul le bâtiment de l'administration de l'abattoir et le portail avec des sculptures de bœufs en fer rappellent l'ancienne vocation de l'endroit. Ce bâtiment est un monument historique, utilisé actuellement par Media Quarter Marx.

### Culture
La salle de concert Konzerthaus et le Akademietheater mitoyen se trouve directement à la frontière avec le 1er arrondissement. L'Akademietheater est une des annexes du Burgtheater.
Le Théâtre de la cité Rabenhof était à l'origine utilisé comme cinéma. Il organise essentiellement des représentations modernes ou de cabaret.
L'Anatomietheater aux 3 salles, situé dans l'aile d'anatomie de l'institut de médecine vétérinaire, fut créé en 2006 par Hubert Kramar.
Le théâtre de poupées Lilarium fut fondé en 1980 comme théâtre itinérant. Depuis 1997, il s'est fixé à Erdberg et est le plus grand théâtre de poupées d'Autriche.
Le Stadtkino, ouvert en 1916, est un de plus anciens cinémas d'Autriche. Depuis 1993, il est un des quatre cinémas de la Viennale.
L'Arena, à l'est de l'arrondissement, est une salle polyvalente où sont organisés des concerts et autres événements musicaux. L'été, des séances de cinéma en plein air sont organisées sur son parvis.

### Musées
La galerie autrichienne du Belvédère, située dans le Palais du Belvédère abrite une collection majeure de l'art autrichien, dont la plus grande collection de Gustav Klimt au monde. Dans le bâtiment du Bas-Belvédère, on peut aussi visiter les anciennes salles utilisées par Eugène de Savoie. Elles sont parfois utilisées pour des expositions temporaires, comme l'orangerie.
La KunstHausWien fait aussi partie des musées les plus visités d'Autriche. Il comprend une collection permanente d'œuvres de Friedensreich Hundertwasser. La Hundertwasserhaus située dans les environs, peut aussi être visitée. En face se trouve la Village-Galerie qui accueille aussi une exposition permanente d'œuvres d'Hundertwasser. Dans le même quartier se trouve aussi un musée des Faussaires.
Le musée d'histoire militaire, situé dans l'Arsenal, présente l'histoire militaire de la monarchie des Habsbourg depuis la fin du XVIe siècle jusqu'à 1918. De plus, il présente aussi 200 ans d'histoire de la marine autrichienne.
Dans l'arrondissement se trouve aussi le musée du tramway. Il s'agit du plus grand musée de ce genre au monde, présentant uniquement l'histoire des transports d'une seule ville.
Le musée d'arrondissement de Landstrasse présente l'histoire de la ville romaine située sur son territoire, ainsi que l'histoire de l'arrondissement, de la culture et des arts. Une salle est consacrée au 13 000 juifs de l'arrondissement qui furent spoliés, forcés à la fuite ou déportés. Ils sont tous enregistrés dans une base de données accessibles à tous.

## Économie et infrastructures

### Économie

#### Évolution
La principale ressource des premiers peuplements du territoire de l'arrondissement était l'agriculture. La vigne était la principale source de revenu des habitants du quartier d'Erdberg. Avec la culture des légumes, le vin resta la principale ressource des habitants jusqu'au XIXe siècle. Le quartier de Weißgerber était habité de bouchers, tripiers et de cultivateurs de potagers avant le XVIe siècle. C'est dans ce quartier que s'installèrent après 1561 les tanneurs de Vienne après que leur quartier avait été détruit pendant le siège de Vienne par les Turcs. De plus, les odeurs provoquées par leur métier les forcèrent à s'éloigner du centre-ville. Les bouchers avaient leur marché à l'emplacement de l'actuelle gare de Wien Mitte jusqu'à la fin du XVIIIe siècle. En 1797, il fut déplacé à Sankt Marx.
L'industrialisation entraîna l'installation dans les banlieues de nombreuses manufactures, industries textiles, etc. à partir de la deuxième moitié du XVIIIe siècle. On trouvait ainsi des usines chimiques, des usines de tissus, de miroirs et des imprimeries. Cette expansion des industries s'accompagna d'une émigration de travailleurs venus des quatre coins de l'empire austro-hongrois, au point que le caractère de l'arrondissement en fut profondément changé.
Il existe actuellement dans l'arrondissement plusieurs entreprises très anciennes. Dès 1882, Siemens avait une filiale à Landstrasse. Il en va de même pour Henkel à partir de 1893, son siège central emploie aujourd'hui 700 personnes. Le fabricant de sucreries Niemetz est aussi installé dans l'arrondissement. T-Mobile Austria a choisi Landstrasse en 2004 pour s'y installer.

#### Bureaux et emplois
Le recensement des lieux de travail de 2001 permit de dénombrer 5924 lieux de travail à Landstrasse pour 67 812 employés, dont 94 % n'étaient pas des employés indépendants. En comparaison avec 1991, cela représente une augmentation de 20,8 % des lieux de travail, pour une augmentation de 9,9 % des employés. La branche la plus représentée parmi les entreprises était l'immobilier et le service aux entreprises avec 1 706 entreprises (28,8 %) et 12 838 employés (18,9 %). En prenant en compte le nombre de salariés, les administrations publiques et les assurances occupaient la deuxième place (13,7 %), suivies par le transport et l'information (12,7 %), le commerce (12,6 %) et la fabrication de biens (9 %). Au total, 49 entreprises employaient en 2001 plus de 200 personnes. Cependant, les entreprises de très grandes tailles se comptaient essentiellement dans le secteur des administrations publiques, du transport et de l'information.
Dans l'arrondissement de Landstrasse, le nombre de résidants travaillant en dehors de l'arrondissement était en 2001 très élevé. Parmi les 37 804 employés habitant l'arrondissement, seuls 10 994 (29,1 %) y travaillaient. 26 810 habitants devaient quitter Landstrasse pour travailler, parmi ceux-là, 85,8 % travaillaient dans un autre arrondissement (essentiellement la vieille ville, Alsergrund, Favoriten, Leopoldstadt et Liesing); 13,5 % travaillaient en Basse-Autriche et le reste dans d'autres régions, voire à l'étranger.
À l'inverse, 84,4 % des travailleurs de Landstrasse habitaient un autre arrondissement. 65,5 % d'entre eux habitaient un autre arrondissement de Vienne (essentiellement Donaustadt, Favoriten, Simmering, Floridsdorf et Leopoldstadt), 26,5 % habitaient en Basse-Autriche et 4,1 % dans le Burgenland.

## Santé et situation sociale
Outre les nombreux médecins de toutes spécialités installés dans l'arrondissement, il existe à Landstrasse l'hôpital Rudolfstiftung, géré par l'association des hôpitaux viennois, ainsi que deux hôpitaux religieux : Sainte-Elisabeth et Sacré-cœur. La caisse d'assurance maladie de Vienne gère aussi un centre de soin dans l'arrondissement.
D'autres soins spécifiques sont dispensés en divers endroits de l'arrondissement : le service santé de la mairie d'arrondissement, le conseil aux parents, le centre de vaccination et les urgences psychiatriques.
Historiquement, on trouvait aussi le Bürgerspital à Sankt Marx, l'hôpital du Saint-Esprit fondé par Charles VI du Saint-Empire. Ils furent fermés par Joseph II et utilisés à d'autres fins. Joseph II ferma aussi l'hospice des pauvres ouvert par le cardinal Sigismund von Kollonitz avec l'appui de Charles VI et d'autres bienfaiteurs. Il fut transformés en hôpital militaire en 1784, et détruit en 1909 après que les pensionnaires avaient été déplacés à l'hôpital militaire d'Hietzing. Entre 1884 et 1920 se trouvait aussi dans l'arrondissement une clinique psychiatrique privée. En 1872 avait été fondé l'hôpital pour enfants du Prince Rodolphe par Adolf Ignaz Ritter von Markhof et sa femme. En 1921, il fut rebaptisé Hôpital pour enfants Mautner Markhof et acquis par la ville de Vienne en 1924, qui le maintint en fonction jusqu'en décembre 1998, date de sa fermeture. Le bâtiment fut alors détruit.
Dans les années 1990/2000, de nombreux centres d'accueil pour sans-abris furent ouverts à Landstrasse, outre celui de la ville de Vienne déjà existant.

## Personnalités liées à l'arrondissement
- Ludwig Boltzmann, 1844-1906, physicien.
- Erwin Schrödinger, 1887-1961, physicien, né dans l'arrondissement.
- Friedrich Mohs, 1773-1839, géologue.
- Robert Musil, 1880-1942, écrivain.
- Adalbert Stifter, 1805-1868, écrivain.
- Hugo von Hofmannsthal, 1874-1929, écrivain.
- Wolfgang Amadeus Mozart, 1756-1791, compositeur, a habité l'arrondissement en 1787.
- Carl Wilhelm Christian von Doderer, 1825-1900, architecte, a fait construire une maison familiale à Landstrasse.
- Wilherlm Carl Gustav von Doderer, 1854-1932, architecte, fils du précédent.
- Gustav Mahler, 1860-1911, compositeur.
- Joe Zawinul, 1932-2007, pianiste de jazz, a grandi dans l'arrondissement.
- Thomas Klestil, 1932-2004, président autrichien (1992-2004), est né et a grandi dans l'arrondissement.
- Ludwig van Beethoven, 1770-1827, compositeur, a vécu dans l'arrondissement entre 1817 et 1819.
- Maria Jacobi, 1910-1970, femme politique du SPÖ, première conseillère municipale de Vienne.
- Fred Zinnemann, 1907-1997, réalisateur, est né dans l'arrondissement.
- Ingeborg Bachmann, 1929-1973, écrivain, a vécu dans l'arrondissement de 1946 à 1953.
- Joseph Marx, 1882-1964, compositeur, a vécu dans l'arrondissement de 1915 à 1961.
- Rudolf von Eichthal (1877-1974), compositeur et écrivain, a vécu dans l'arrondissement de 1919 à 1974.